# Élections législatives de 1928 dans le Finistère
Les élections législatives dans le Finistère ont lieu les dimanche 22 avril 1928 et 29 avril 1928. Elles ont pour but d'élire les députés représentant le département à la Chambre des députés pour un mandat de quatre années.

## Députés sortants
| Députés | Députés                  | Parti              | Fonctions lors de l'élection en 1928                                                                              |
| ------- | ------------------------ | ------------------ | --- |
|         | Émile Goude              | SFIO               | Conseiller général Brest-2. Commis de 3e classe à la construction.                                                |
|         | Hippolyte Masson         | SFIO               | Conseiller général de Brest-3. Employé PTT.                                                                       |
|         | Georges Le Bail          | Radical-socialiste | Conseiller général du Plogastel-Saint-Germain, maire de Plozévet. Avocat.                                         |
|         | Maurice Bouilloux-Lafont | Rad.ind-G.rad      | Vice-président de la Chambre, conseiller général de Concarneau, maire de Bénodet. Banquier.                       |
|         | Charles Daniélou         | Rad.ind-G.rad      | Ancien secrétaire de la Chambre. Maire de Locronan. Poète, romancier.                                             |
|         | Jean Jadé                | PDP                | Conseiller général de Pont-Croix. Secrétaire de la Chambre. Avocat. Croix de Guerre                               |
|         | Victor Balanant          | PDP                | Ancien ouvrier à l'Arsenal de Brest, collaborateur au Petit Breton. Croix de Guerre                               |
|         | Paul Simon               | PDP                | Ancien secrétaire de la Chambre. Avocat, Directeur du journal Le Démocrate.                                       |
|         | Pierre Trémintin         | PDP                | Conseiller général et maire de Plouescat. Avocat.                                                                 |
|         | Jean-Louis Henry         | URD                | Maire de Lennon. Agriculteur, président du syndicat Apicole de Bretagne.                                          |
|         | Vincent Inizan           | URD                | Maire de Kernouës. Créateur du Stud Book du cheval de trait breton. Cultivateur, Journaliste au Paysan de France. |

## Mode de scrutin
La loi du 12 juillet 1919 est abrogée.
La nouvelle loi du 21 juillet 1927 rétablit le mode de scrutin en vigueur de 1889 à 1914.
La principale différence est que le scrutin de ballotage a lieu le dimanche suivant l'élection et non deux semaines plus tard.
Il est aussi procédé à un nouveau redécoupage de 40% des circonscriptions, mais dans le Finistère les limites sont les mêmes qu'en 1914.
L'élection se fait donc au scrutin d'arrondissement, soit un mode uninominal majoritaire à deux tours.
La circonscription pour l'élection est l'arrondissement, avec un seuil minimal de 40 000 habitants pour qu'il ne soit pas fusionné.
Le scrutin est individuel, chaque arrondissement élisant un député.
Les arrondissements qui ont plus de cent mille habitants sont divisés. Dans ce cas on élit un député par circonscription électorale crée.
Seul l'arrondissement de Quimperlé n'est pas divisé. Ceux de Brest et de Quimper sont séparés en trois circonscriptions; Châteaulin et Morlaix en deux.
L'article 3 précise qu'il faut réunir pour être élu au premier tour :
1. La majorité absolue des suffrages exprimés ;
2. Un nombre de suffrages égal au quart des électeurs inscrits.

Au deuxième tour la majorité relative suffit. En cas d'égalité c'est le plus âgé qui est élu.

## Résultats

### Arrondissement de Brest

#### 1recirconscription
Brest-1 regroupe les cantons de Brest-1, Brest-2 et Brest-3.
| Candidats      | Candidats          | Étiquette      | Premier tour | Premier tour | Deuxième tour | Deuxième tour |
| Candidats      | Candidats          | Étiquette      | Voix         | %            | Voix          | %             |
| -------------- | ------------------ | -------------- | ------------ | ------------ | ------------- | ------------- |
|                | Émile Goude (*)    | SFIO           | 7 063        | 42,75        | 9 158         | 57,59         |
|                | Yves Le Goc        | URD            | 4 164        | 25,20        | 5 782         | 36,36         |
|                | Victor Le Gorgeu   | Rad.ind-G.rad  | 3 881        | 23,49        |               |               |
|                | François Campiglia | BOP-SFIC       | 1 384        | 8,38         | 884           | 5,56          |
|                | Hervé Coatmeur     | Libertaire     | 14           | 0,09         | 76            | 0,48          |
|                |                    |                |              |              |               |               |
| Inscrits       | Inscrits           | Inscrits       | 25 081       | 100,00       | 25 081        | 100,00        |
| Votants        | Votants            | Votants        | 16 710       | 66,62        | 16 125        | 64,29         |
| Abstention     | Abstention         | Abstention     | 8 371        | 33,38        | 8 956         | 35,71         |
| Blancs et nuls | Blancs et nuls     | Blancs et nuls | 188          | 1,13         | 224           | 1,39          |
| Exprimés       | Exprimés           | Exprimés       | 16 522       | 98,87        | 15 901        | 98,61         |

*sortant

#### 2ecirconscription
Brest-2 regroupe les cantons de Daoulas, Ploudiry, Landerneau, Plabennec.
| Candidats      | Candidats          | Étiquette      | Premier tour | Premier tour |
| Candidats      | Candidats          | Étiquette      | Voix         | %            |
| -------------- | ------------------ | -------------- | ------------ | ------------ |
|                | Paul Simon (*)     | PDP-URD        | 7 049        | 50,10        |
|                | Henri Salaün       | Rép.G-Rad.ind  | 3 121        | 22,18        |
|                | Jean-Louis Rolland | SFIO           | 2 683        | 19,07        |
|                | Théophile Moreul   | Rép.G-URD      | 843          | 5,99         |
|                | Robert Picaud      | BOP-SFIC       | 374          | 2,66         |
|                |                    |                |              |              |
| Inscrits       | Inscrits           | Inscrits       | 17 745       | 100,00       |
| Votants        | Votants            | Votants        | 14 289       | 80,52        |
| Abstention     | Abstention         | Abstention     | 3 456        | 19,48        |
| Blancs et nuls | Blancs et nuls     | Blancs et nuls | 218          | 1,53         |
| Exprimés       | Exprimés           | Exprimés       | 14 071       | 98,47        |

*sortant

#### 3ecirconscription
Brest-3 regroupe les cantons de Saint-Renan, Ouessant, Ploudalmézeau, Lannilis et Lesneven.
| Candidats      | Candidats          | Étiquette      | Premier tour | Premier tour |
| Candidats      | Candidats          | Étiquette      | Voix         | %            |
| -------------- | ------------------ | -------------- | ------------ | ------------ |
|                | Vincent Inizan (*) | URD            | 10 715       | 78,11        |
|                | Claude Loaëc       | URD            | 1 384        | 10,09        |
|                | Francis Stéphan    | SFIO           | 1 272        | 9,27         |
|                | Robert Picaud      | BOP-SFIC       | 335          | 2,44         |
|                |                    |                |              |              |
| Inscrits       | Inscrits           | Inscrits       | 19 230       | 100,00       |
| Votants        | Votants            | Votants        | 14 378       | 74,77        |
| Abstention     | Abstention         | Abstention     | 4 852        | 25,23        |
| Blancs et nuls | Blancs et nuls     | Blancs et nuls | 660          | 4,59         |
| Exprimés       | Exprimés           | Exprimés       | 13 718       | 95,41        |

*sortant

### Arrondissement de Châteaulin

#### 1recirconscription
Chateaulin-1 regroupe les cantons de Crozon, Châteaulin, Faou et Pleyben.
| Candidats      | Candidats            | Étiquette      | Premier tour | Premier tour | Deuxième tour | Deuxième tour |
| Candidats      | Candidats            | Étiquette      | Voix         | %            | Voix          | %             |
| -------------- | -------------------- | -------------- | ------------ | ------------ | ------------- | ------------- |
|                | Charles Daniélou (*) | Rad.ind-G.rad  | 5 706        | 41,30        | 7 579         | 57,96         |
|                | Jean-Louis Henry (*) | URD            | 4 843        | 35,06        | 5 298         | 40,52         |
|                | Paul Bodros          | SFIO           | 2 925        | 21,17        |               |               |
|                | Pierre Marot         | BOP-SFIC       | 341          | 2,47         | 199           | 1,52          |
|                |                      |                |              |              |               |               |
| Inscrits       | Inscrits             | Inscrits       | 18 491       | 100,00       | 18 503        | 100,00        |
| Votants        | Votants              | Votants        | 13 987       | 75,64        | 13 239        | 71,55         |
| Abstention     | Abstention           | Abstention     | 4 504        | 24,36        | 5 264         | 28,45         |
| Blancs et nuls | Blancs et nuls       | Blancs et nuls | 172          | 1,23         | 163           | 1,23          |
| Exprimés       | Exprimés             | Exprimés       | 13 815       | 98,77        | 13 076        | 98,77         |

*sortant

#### 2ecirconscription
Chateaulin-2 regroupe les cantons de Carhaix, Châteauneuf-du-Faou et Huelgoat.
| Candidats      | Candidats            | Étiquette        | Premier tour | Premier tour | Deuxième tour | Deuxième tour |
| Candidats      | Candidats            | Étiquette        | Voix         | %            | Voix          | %             |
| -------------- | -------------------- | ---------------- | ------------ | ------------ | ------------- | ------------- |
|                | Hippolyte Masson (*) | SFIO             | 4 893        | 38,44        | 6 505         | 51,21         |
|                | Pierre Lohéac        | Conservateur-URD | 3 872        | 30,42        | 6056          | 47,67         |
|                | Victor Le Guern      | Rép.G-Rad.ind    | 3 329        | 26,15        |               |               |
|                | Corentin Le Floch    | BOP-SFIC         | 564          | 4,43         |               |               |
|                | Joseph Richard       | URD              | 72           | 0,57         | 142           | 1,12          |
|                |                      |                  |              |              |               |               |
| Inscrits       | Inscrits             | Inscrits         | 15 647       | 100,00       | 15 650        | 100,00        |
| Votants        | Votants              | Votants          | 12 794       | 81,77        | 12 766        | 81,57         |
| Abstention     | Abstention           | Abstention       | 2 853        | 18,23        | 2 884         | 18,43         |
| Blancs et nuls | Blancs et nuls       | Blancs et nuls   | 64           | 0,50         | 63            | 0,49          |
| Exprimés       | Exprimés             | Exprimés         | 12 730       | 99,50        | 12 703        | 99,51         |

*sortant

### Arrondissement de Morlaix

#### 1recirconscription
Morlaix-1 regroupe les cantons de Morlaix, Lanmeur, Plouigneau, Saint-Thégonnec et Sizun.
| Candidats      | Candidats              | Étiquette      | Premier tour | Premier tour | Deuxième tour | Deuxième tour |
| Candidats      | Candidats              | Étiquette      | Voix         | %            | Voix          | %             |
| -------------- | ---------------------- | -------------- | ------------ | ------------ | ------------- | ------------- |
|                | Paul Cloarec           | Rad.ind-G.rad  | 4 317        | 33,28        | 4 133         | 29,65         |
|                | François-Louis Bourgot | Rép.soc        | 4 103        | 31,63        | 6 478         | 46,47         |
|                | Guillaume Châtel       | SFIO           | 3 894        | 30,02        | 3 171         | 22,75         |
|                | François Kérautret     | BOP-SFIC       | 657          | 5,07         | 146           | 1,05          |
|                |                        |                |              |              |               |               |
| Inscrits       | Inscrits               | Inscrits       | 18 237       | 100,00       | 18 243        | 100,00        |
| Votants        | Votants                | Votants        | 14 473       | 79,36        | 14 227        | 77,99         |
| Abstention     | Abstention             | Abstention     | 3 764        | 20,64        | 4 016         | 22,01         |
| Blancs et nuls | Blancs et nuls         | Blancs et nuls | 1 502        | 10,38        | 288           | 2,02          |
| Exprimés       | Exprimés               | Exprimés       | 12 971       | 89,62        | 13 939        | 97,98         |

#### 2ecirconscription
Morlaix-2 regroupe les cantons de Taulé, Landivisiau, Plouescat, Plouzévédé et Saint-Pol-de-Léon.
| Candidats      | Candidats              | Étiquette      | Premier tour | Premier tour |
| Candidats      | Candidats              | Étiquette      | Voix         | %            |
| -------------- | ---------------------- | -------------- | ------------ | ------------ |
|                | Pierre Trémintin (*)   | PDP-URD        | 9 977        | 56,88        |
|                | François-Louis Guillou | Rép.G          | 5 829        | 33,23        |
|                | Isidore Le Cozic       | SFIO           | 1 538        | 8,77         |
|                | Émile Hélary           | BOP-SFIC       | 198          | 1,13         |
|                |                        |                |              |              |
| Inscrits       | Inscrits               | Inscrits       | 21 128       | 100,00       |
| Votants        | Votants                | Votants        | 17 835       | 84,41        |
| Abstention     | Abstention             | Abstention     | 3 293        | 15,59        |
| Blancs et nuls | Blancs et nuls         | Blancs et nuls | 293          | 1,64         |
| Exprimés       | Exprimés               | Exprimés       | 17 542       | 98,36        |

*sortant

### Arrondissement de Quimper

#### 1recirconscription
Quimper-1 regroupe les cantons de Quimper, Fouesnant, Briec et Concarneau.
| Candidats      | Candidats                    | Étiquette      | Premier tour | Premier tour | Deuxième tour | Deuxième tour |
| Candidats      | Candidats                    | Étiquette      | Voix         | %            | Voix          | %             |
| -------------- | ---------------------------- | -------------- | ------------ | ------------ | ------------- | ------------- |
|                | Jean Feillet                 | URD            | 6 105        | 34,28        | 7 380         | 41,99         |
|                | Maurice Bouilloux-Lafont (*) | Rad.ind-G.rad  | 5 174        | 29,05        | 7 900         | 44,95         |
|                | Pierre Pouchus               | Radical-Soc.   | 3 037        | 17,05        |               |               |
|                | François Gaonac'h            | BOP-SFIC       | 2 222        | 12,48        | 2 289         | 13,02         |
|                | Joseph Duigou                | SFIO           | 1 237        | 6,95         |               |               |
|                | Francis Stéphan              | URD            | 77           | 0,21         |               |               |
|                |                              |                |              |              |               |               |
| Inscrits       | Inscrits                     | Inscrits       | 22 018       | 100,00       | 22 022        | 100,00        |
| Votants        | Votants                      | Votants        | 18 044       | 81,95        | 17 780        | 80,74         |
| Abstention     | Abstention                   | Abstention     | 3 974        | 18,05        | 4 242         | 19,26         |
| Blancs et nuls | Blancs et nuls               | Blancs et nuls | 232          | 1,29         | 204           | 1,15          |
| Exprimés       | Exprimés                     | Exprimés       | 17 812       | 98,71        | 17 576        | 98,85         |

*sortant

#### 2ecirconscription
Quimper-2 regroupe les cantons de Plogastel-Saint-Germain et de Pont-l'Abbé.
| Candidats      | Candidats          | Étiquette          | Premier tour | Premier tour | Deuxième tour | Deuxième tour |
| Candidats      | Candidats          | Étiquette          | Voix         | %            | Voix          | %             |
| -------------- | ------------------ | ------------------ | ------------ | ------------ | ------------- | ------------- |
|                | Jean Jadé (*)      | PDP-URD            | 6 100        | 47,41        | 6 093         | 49,88         |
|                | Albert Le Bail     | G.rad-Radical-Soc. | 3 717        | 28,89        | 5 144         | 42,11         |
|                | Daniel Le Flanchec | BOP-SFIC           | 2 218        | 18,16        | 978           | 8,01          |
|                | Olivier Kerjean    | SFIO               | 830          | 6,45         |               |               |
|                |                    |                    |              |              |               |               |
| Inscrits       | Inscrits           | Inscrits           | 17 767       | 100,00       | 17 765        | 100,00        |
| Votants        | Votants            | Votants            | 12 968       | 72,99        | 12 299        | 69,23         |
| Abstention     | Abstention         | Abstention         | 4 799        | 27,01        | 5 466         | 30,77         |
| Blancs et nuls | Blancs et nuls     | Blancs et nuls     | 103          | 0,79         | 84            | 0,68          |
| Exprimés       | Exprimés           | Exprimés           | 12 865       | 99,21        | 12 215        | 99,32         |

*sortant

#### 3ecirconscription
Quimper-3 regroupe les cantons de Douarnenez et de Pont-Croix.
| Candidats      | Candidats         | Étiquette          | Premier tour | Premier tour | Deuxième tour | Deuxième tour |
| Candidats      | Candidats         | Étiquette          | Voix         | %            | Voix          | %             |
| -------------- | ----------------- | ------------------ | ------------ | ------------ | ------------- | ------------- |
|                | Jacques Quéinnec  | URD                | 5 915        | 46,97        | 6 330         | 48,88         |
|                | Georges Le Bail * | Radical-socialiste | 4 174        | 33,14        | 5 858         | 45,24         |
|                | Félix Dubessy     | BOP-SFIC           | 1 375        | 10,92        | 761           | 5,88          |
|                | Louis Blayau      | SFIO               | 1 130        | 8,97         |               |               |
|                |                   |                    |              |              |               |               |
| Inscrits       | Inscrits          | Inscrits           | 15 764       | 100,00       | 15 822        | 100,00        |
| Votants        | Votants           | Votants            | 12 773       | 81,03        | 13 087        | 82,71         |
| Abstention     | Abstention        | Abstention         | 2 991        | 18,97        | 2 735         | 17,29         |
| Blancs et nuls | Blancs et nuls    | Blancs et nuls     | 179          | 1,40         | 138           | 1,05          |
| Exprimés       | Exprimés          | Exprimés           | 12 594       | 98,60        | 12 949        | 98,95         |

*sortant

### Arrondissement de Quimperlé
Quimperlé regroupe l'ensemble des cantons de l'arrondissement de Quimperlé.
Cette élection est annulée le 3 juillet 1914 mais avec le déclenchement de la première Guerre mondiale en août, il n'y aura pas d'élection partielle d'organisée.
| Candidats      | Candidats           | Étiquette      | Premier tour | Premier tour |
| Candidats      | Candidats           | Étiquette      | Voix         | %            |
| -------------- | ------------------- | -------------- | ------------ | ------------ |
|                | Jules Le Louédec    | Radical-soc    | 7 729        | 51,94        |
|                | Victor Balanant (*) | PDP-URD        | 4 392        | 29,51        |
|                | François Cadic      | URD            | 2 389        | 16,05        |
|                | Yves Furic          | BOP-SFIC       | 371          | 2,49         |
|                |                     |                |              |              |
| Inscrits       | Inscrits            | Inscrits       | 18 752       | 100,00       |
| Votants        | Votants             | Votants        | 15 018       | 80,09        |
| Abstention     | Abstention          | Abstention     | 3 734        | 19,91        |
| Blancs et nuls | Blancs et nuls      | Blancs et nuls | 137          | 0,91         |
| Exprimés       | Exprimés            | Exprimés       | 14 881       | 99,09        |

*sortant

## Députés élus
| Députés | Députés                    | Parti              | Fonctions lors de l'élection en 1928                                                                              |
| ------- | -------------------------- | ------------------ | --- |
|         | Émile Goude *              | SFIO               | Conseiller général Brest-2. Commis de 3e classe à la construction.                                                |
|         | Hippolyte Masson *         | SFIO               | Conseiller général de Brest-3. Employé PTT.                                                                       |
|         | Jules Le Louédec           | Radical-socialiste | Conseiller général et maire de Quimperlé. Avocat.                                                                 |
|         | Maurice Bouilloux-Lafont * | Rad.ind-G.rad      | Vice-président de la Chambre, conseiller général de Concarneau, maire de Bénodet. Banquier.                       |
|         | Charles Daniélou *         | Rad.ind-G.rad      | Ancien Secrétaire d'État. Maire de Locronan. Poète, romancier.                                                    |
|         | François-Louis Bourgot     | Rép.soc            | Conseiller général et municipal de Morlaix. Directeur de l’Agence morlaisienne de transit.                        |
|         | Jean Jadé *                | PDP                | Conseiller général de Pont-Croix. Secrétaire de la Chambre. Avocat. Croix de Guerre                               |
|         | Paul Simon *               | PDP                | Ancien secrétaire de la Chambre. Avocat, Directeur du journal Le Démocrate.                                       |
|         | Pierre Trémintin *         | PDP                | Conseiller général et maire de Plouescat. Avocat.                                                                 |
|         | Jacques Quéinnec           | URD                | Consseiller d'arrondissement de Pont-l'Abbé. Notaire. Croix de Guerre                                             |
|         | Vincent Inizan *           | URD                | Maire de Kernouës. Créateur du Stud Book du cheval de trait breton. Cultivateur, Journaliste au Paysan de France. |